# Charity (Guyana)
Charity is een dorp in de regio Pomeroon-Supenaam van Guyana. Het bevindt zich aan de Pomeroonrivier, en aan het einde van kustweg. Charity vormt de verbinding van het oostelijk kustgebied met de regio Barima-Waini, Venezuela en Trinidad en Tobago. Charity ligt ongeveer 79 km ten noordwesten van Georgetown.

## Geschiedenis
In 1640 werd de katoenplantage Vryden Hope gesticht in de Nederlandse kolonie Pomeroon. In 1689 werd de kolonie aangevallen door de Fransen en verlaten. In 1840 werd de plantage herontdekt door Portugezen en onderling verdeeld. Alfred Surroung en Manuel Gouveia stichtten de koffieplantage Charity. In 1908 werd de plantage door de Britse overheid gekocht en werd begonnen met de aanleg van een kustweg vanaf Charity naar het oosten. Een politiebureau, rechtbank en katholieke basisschool werden aan het dorp toegevoegd. In 1935 werd de kliniek omgebouwd tot een ziekenhuis.

## Overzicht
Charity heeft een markt met 300 stalletjes waar kooplieden uit het oostelijke deel en uit het westelijk deel van Guyana samenkomen om hun waren te verkopen. In de haven worden de goederen in- en uitgeladen, en vindt veel personenverkeer tussen Guyana en Venezuela plaats. In 1997 is een vissershaven gebouwd. Charity is bekend om zijn nachtleven en heeft meerdere hotels.

## Galerij

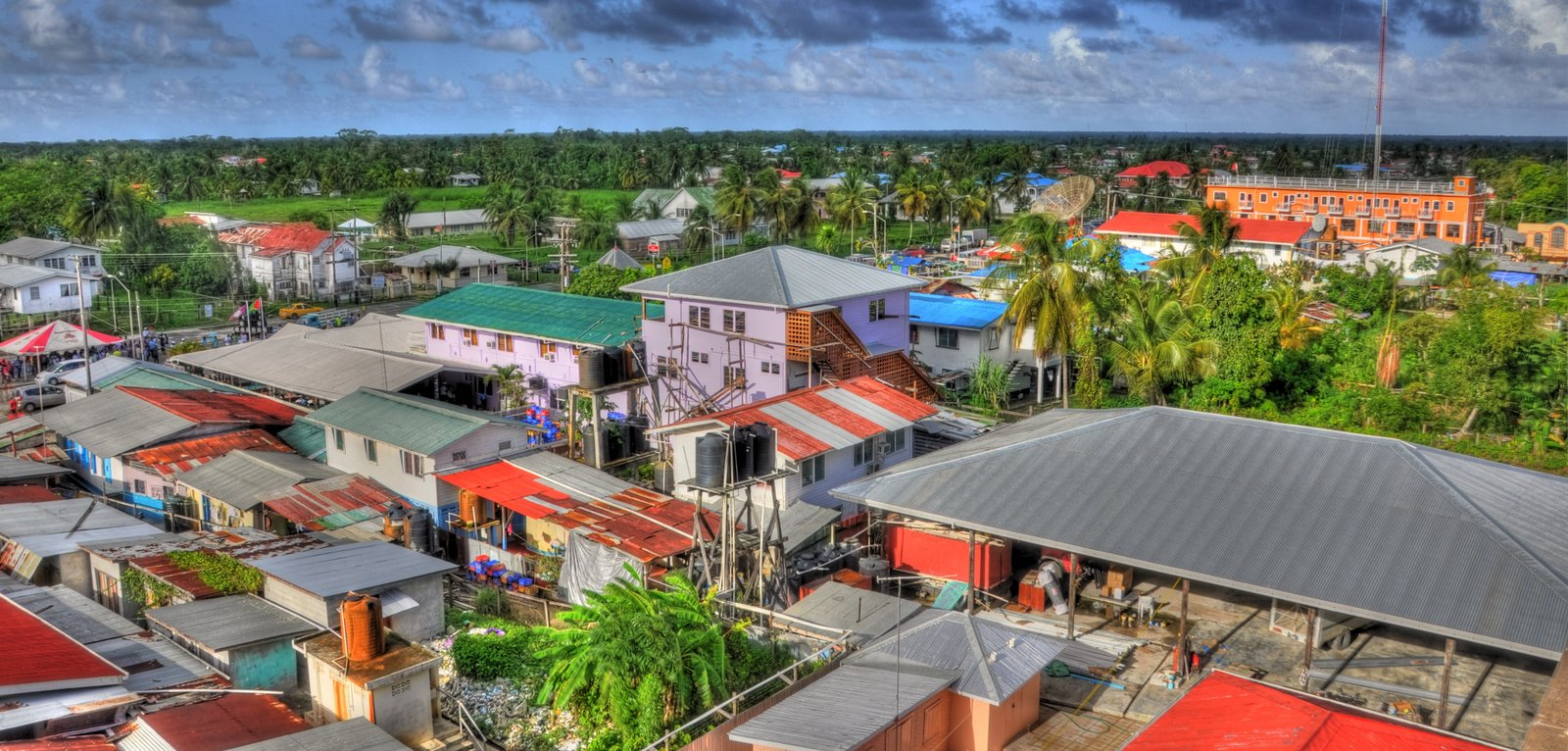
Panorama van Charity
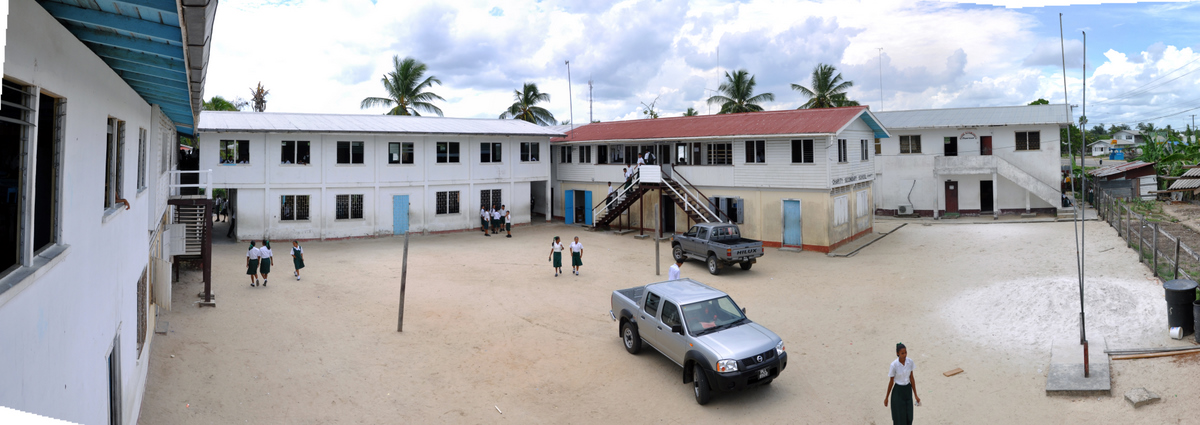
De middelbare school
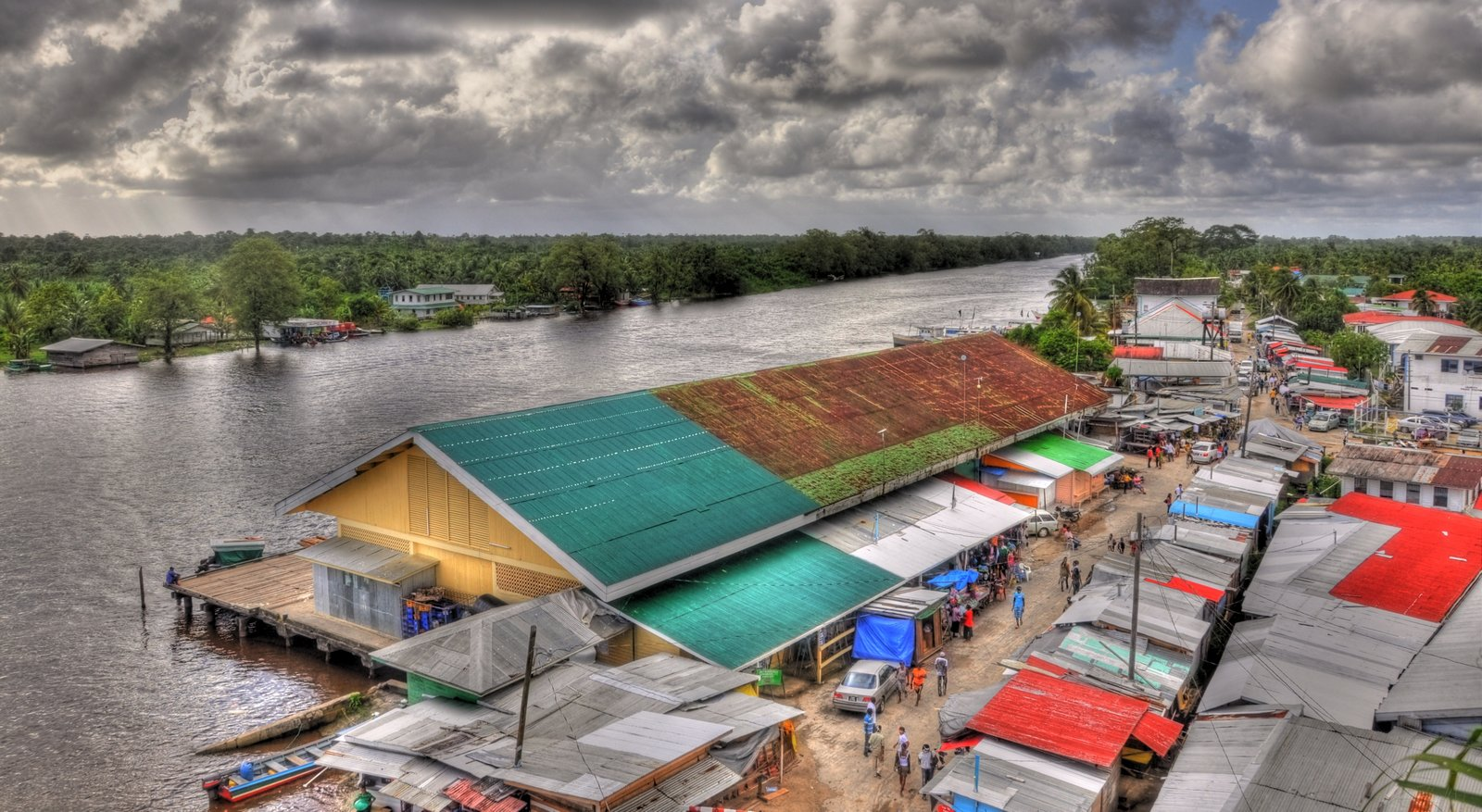
De Pomeroonrivier

Anna Regina · Charity · Jacklow · Supenaam